# Bibliothèque de Québec
La Bibliothèque de Québec est un réseau de vingt-six bibliothèques réparties dans les six arrondissements de la ville de Québec. La Bibliothèque Gabrielle-Roy est la principale bibliothèque du réseau. Depuis 2013, la gestion de l'ensemble des bibliothèques est confiée par la Ville à l'Institut canadien de Québec qui en gérait déjà la moitié.

## Histoire

### Débuts
En janvier 1889, la Ville de Québec avait entamé des pourparlers avec la direction de l’institut canadien de Québec afin d’acquérir l’immeuble de la société. Le processus des négociations a pris énormément de temps avant d'arriver à une entente en avril 1897.
D’après les termes de l’accord, la Ville de Québec fit l’acquisition de l’édifice de la société pour le montant de 20 000 $. La moitié de ce même montant fut payée en argent comptant. Les termes de l’accord obligeaient aussi la Ville à verser un montant annuel qui équivalait à 6 % du solde à payer envers l’Institut canadien de Québec pour l’acquisition de livres et de périodiques. De plus, la Ville devait aussi héberger gratuitement l’Institut si celui-ci occupait les locaux de l’hôtel de ville, et elle avait l’obligation d’endosser les coûts de l’éclairage, du chauffage, du salaire mensuel d’un employé qui s’élevait à 75 $ et de loger le bibliothécaire. Pour le cas de l’Institut canadien de Québec, celui-ci devait offrir un service de bibliothèque à tous les citoyens de la Ville de Québec.
De plus, en vertu de l’article 7 de la constitution, le maire de Québec devenait automatiquement un membre du conseil de direction de l’Institut si ce dernier occupait les locaux de l’hôtel de ville.
À partir de 1897, la bibliothèque de l’Institut canadien de Québec n’était plus considérée comme une bibliothèque d’association de nature privée au service de ses membres. À la suite de l’entente avec la Ville de Québec, elle devenait alors une bibliothèque municipale au service de la collectivité. Cette transformation a eu un important impact sur cette bibliothèque dont l’augmentation des demandes et des prêts. Face à cela, elle devait alors augmenter les acquisitions de livres.

### Modernisation
À partir de ce moment, la bibliothèque de l’Institut canadien de Québec a connu un important développement quant à sa collection, son système de repérage documentaire, son système d’enregistrement des prêts de livres. Durant les années 1940, il y a eu un important travail de reclassification de 30 000 volumes afin d’instaurer le système décimal de Dewey. Le travail fut effectué par Damase Potvin qui était le bibliothécaire de l’Institut à cette époque, et il fut secondé par un diplômé en bibliothéconomie.
Pour répondre aux besoins grandissants des citoyens de la Ville de Québec, l’Institut a alors développé un réseau de bibliothèques de quartier pendant la seconde moitié du 20e siècle. Parmi les bibliothèques en question, il y a la création de la Bibliothèque centrale de Québec en 1983 qui fut rebaptisée la Bibliothèque Gabrielle-Roy en 1985 afin d’honorer l’écrivaine manitobaine Gabrielle Roy.

Depuis 1983, la Bibliothèque Gabrielle-Roy demeure la bibliothèque centrale et le siège social de l’Institut canadien de Québec qui s’occupe de l’administration du réseau de la Bibliothèque de Québec et la Maison de la littérature.

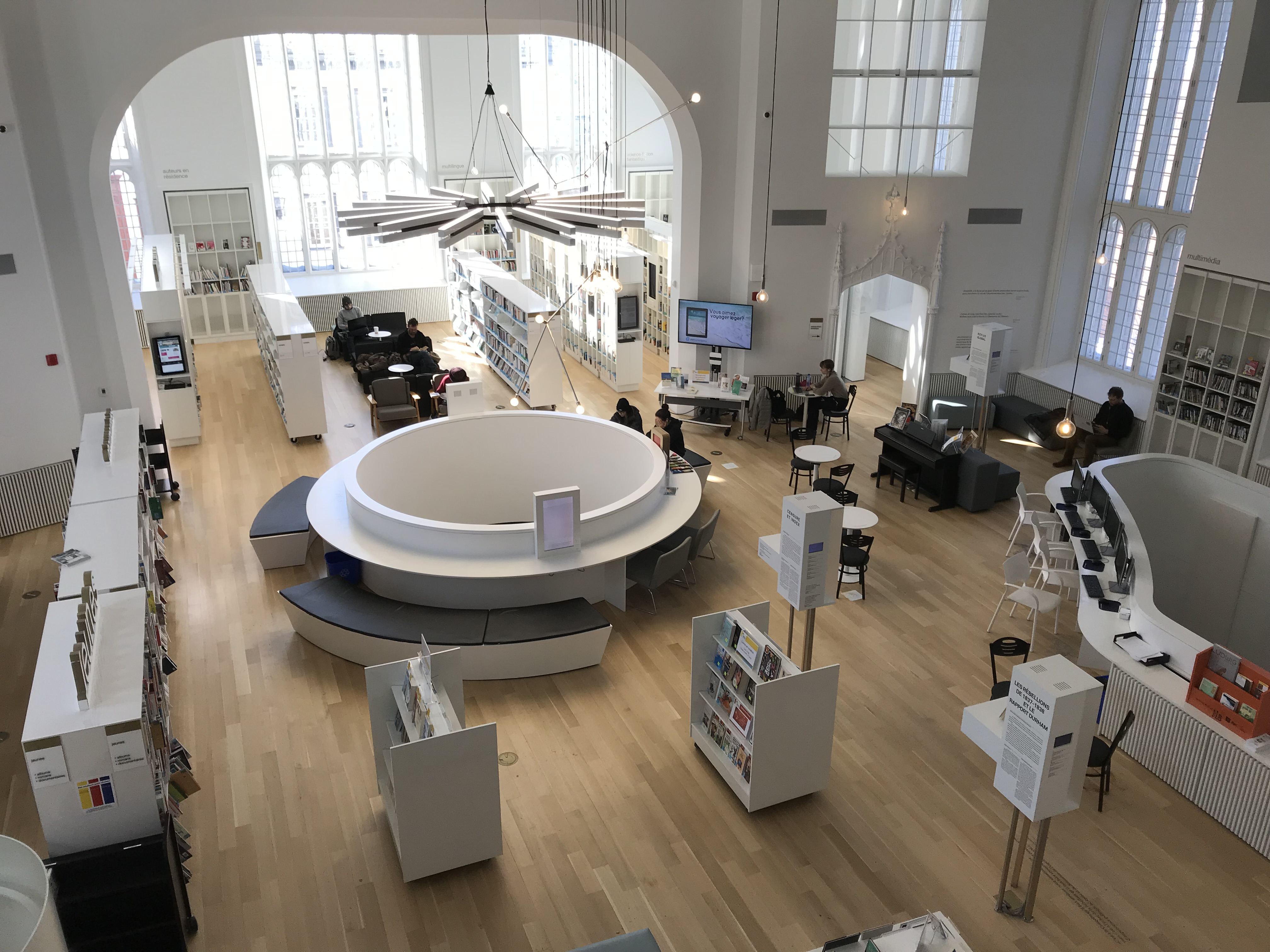
Maison de la littérature

### La Maison de la littérature

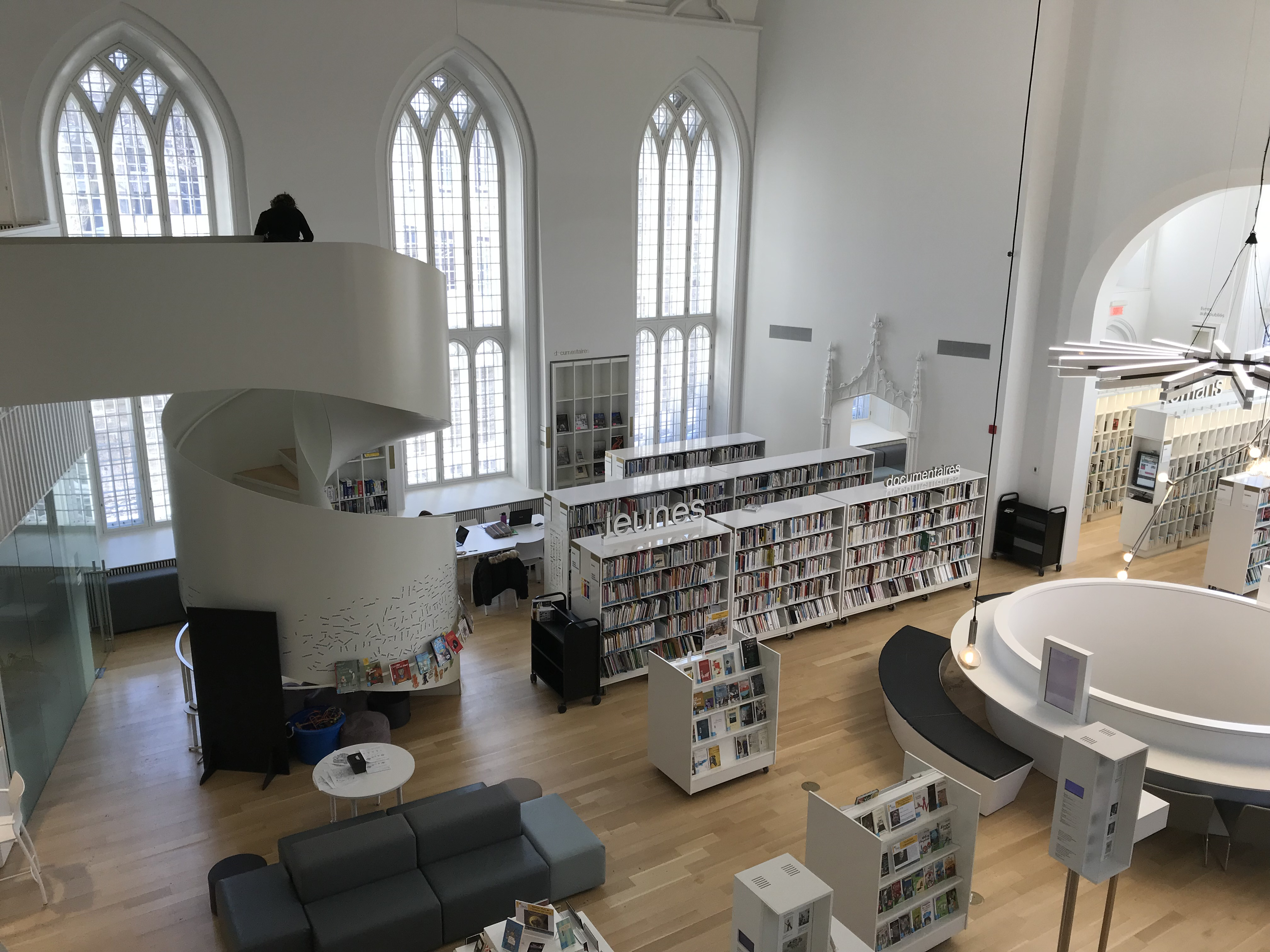
Maison de la littérature

La Maison de la littérature, située au cœur du Vieux-Québec, au 40, rue Saint-Stanislas, a été inaugurée le 8 octobre 2015. L’année de son ouverture, elle a accueilli 120 000 visiteurs. Elle est un des derniers ajouts au réseau de la Bibliothèque de Québec et résulte de la consultation de milieux culturels de 2004 et du plan d’action quinquennal pour le développement culturel de la ville de Québec en 2009. Elle est installée dans la première église de style néogothique à Québec, un ancien temple wesleyen construit en 1848 d’après les plans de l’architecte Edward Stavely. 2013 marque le début de travaux majeurs de rénovation sur le bâtiment.

#### Concept architectural
Dans le cadre du concours d’architecture organisé par l’Institut canadien visant le parachèvement de la restauration et la transformation de l’église wesleyenne, les architectes lauréats, Sébastien Chevalier et Sergio Morales, proposent un concept architectural s’inspirant de la thématique de l’exposition permanente qui doit être présentée au sein de la Maison de la littérature. Cette thématique est : la liberté dans la littérature. Leur proposition vise à construire une résidence d’écrivain sur le stationnement adjacent à l’église, ce qui va à l’encontre de l’une des règles du concours proscrivant toute construction à l’extérieur du bâtiment d’origine. Leur argumentaire est « basé sur l’affranchissement de la religion, trop souvent castratrice de l’ardeur des écrivains et de leurs œuvres, et sur l’incongruité conséquente de l’insertion de la résidence de l’écrivain […] dans l’église ». Le fait de placer la résidence de l’écrivain à l’extérieur de l’église apparait ainsi comme un symbole de la liberté d’expression et de l’indépendance d’esprit. Dans le même sens, cette idée d’affranchissement peut évoquer les rapports conflictuels qui ont jadis existé entre le clergé et l’Institut canadien.
Le concept du duo d’architectes s’appuie d’autre part sur la notion « d’étrangement familier » ou de « déjà vu », tel qu’elle fut définie par Freud dans son ouvrage L’inquiétante étrangeté. En mesurant 7,6 sur 18,3 mètres, la résidence de l’écrivain rappelle la figure architecturale familière du triplex, très présente dans les rues Saint-Stanislas et Sainte-Angèle, de même que dans l’ensemble du Vieux-Québec. Elle peut ainsi susciter une impression de « déjà vu ». « Le projet de la Maison de la littérature s’inspire aussi d’un livre d’Anthony Vidler, The Architectural Uncanny (publié en 1994), qui comporte de nombreux essais décrivant l’impression d’étrangeté que dégage parfois l’architecture moderne ».

##### Distinctions d’architecture
- 2014 (concept) : Prix d’excellente Canadian Architect Awards ;
- 2016 : Mérite d’architecture de la Ville de Québec, catégorie Bâtiments municipaux ;
- 2016 : Prix d’excellente du Conseil du patrimoine religieux du Québec, catégorie Réutilisation[4].

#### Services

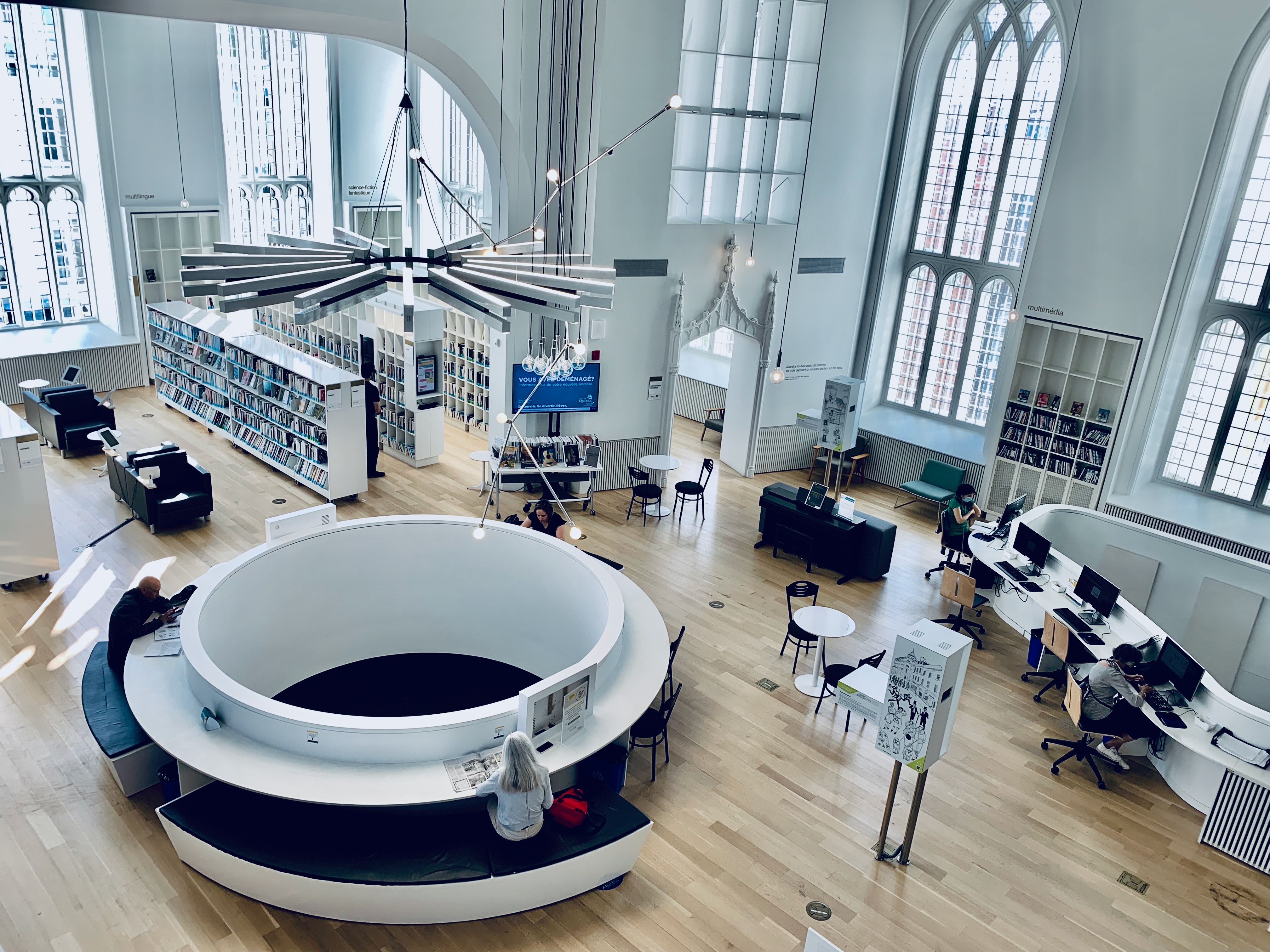
Intérieur de la Maison de la littérature

La Maison de la littérature se distingue par son modèle particulier de bibliothèque publique de proximité accessible à tous et d’établissement qui développe et promeut la littérature et l’écriture. Elle offre donc un espace culturel et communautaire, mais aussi des services aux artistes professionnels pour la création, la diffusion et l’animation littérature.
On y retrouve :
- Une petite salle de spectacle.
- Une exposition permanente.
- Un espace pour des expositions temporaires.
- Un studio de création.
- Une résidence d’écrivain.
- Des cabinets d’écriture et des salles de réunion.

#### Collection
La Maison de la littérature possède 23 000 documents.

#### Activités spéciales
La Maison de la littérature est le quartier général du festival littéraire Québec en toutes lettres. Elle est aussi l’hôte de plusieurs événements et activités :
- Festival de la bande dessinée francophone de Québec
- Festival Québec la muse
- École d’été de traduction littéraire de l’Université Laval

### Grève de 2024
Une grève est déclenchée le 1er mars, à la réouverture de la Bibliothèque Gabrielle-Roy. La réouverture de la Bibliothèque a été reportée au 12 mars. La grève est toujours active en mai 2024. Seulement trois succursales sont ouvertes avec des horaires réduits soit les Bibliothèques Gabrielle-Roy, Étienne-Parent et Monique-Corriveau. La grève se termine le 14 juin avec une nouvelle entente de travail. Les bibliothèques sont toutes ouvertes à nouveau à partir du 27 juin 2024.

## Statistiques
La Bibliothèque Gabrielle-Roy est de loin la plus fréquentée, avec environ 473 000 entrées en 2017, suivi de Monique-Corriveau à Sainte-Foy avec 442 000, puis Paul-Aimé-Paiement à Charlesbourg, (278 000) et Étienne-Parent à Beauport (220 000). Suivent Collège-des-Jésuites, Saint-Charles, Félix-Leclerc, Neufchâtel, etc. La moins visitée est Fernand-Dumont (Beauport), avec 11 112 entrées en 2017.
Au bout du compte, il y a eu 3 145 985 visites dans le réseau de la Bibliothèque en 2017, soit une hausse d'environ 3,5% depuis l'année précédente. Quant aux amendes perçues, elles se chiffrent à 288 858 $ en 2018, contre 294 166 $ en 2017 et 291 189 $ en 2016.

## Liste des succursales

### Bibliothèque centrale

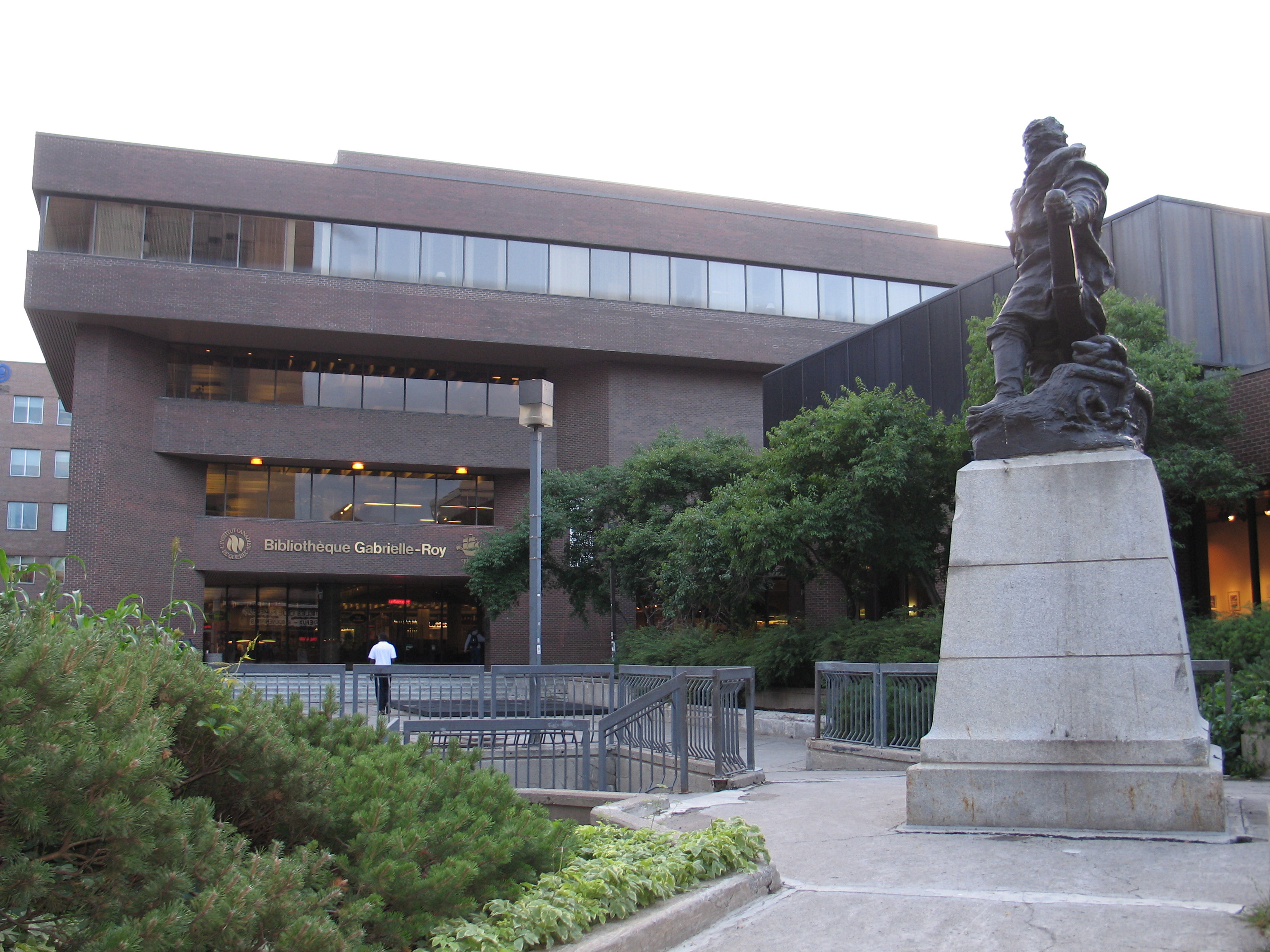
La Bibliothèque Gabrielle-Roy et la Place Jacques-Cartier tels que vus entre 1983 et 2019.

- Bibliothèque Gabrielle-Roy  - (Quartier Saint-Roch) - Ouverture en 1983. En rénovation entre 2019 et 2024, réouverte en 2024. - 350 rue saint-joseph est

### Arrondissement de Beauport
- Bibliothèque du Chemin-Royal - 3095 Chemin Royal - Ouverture en 1982
- Bibliothèque Étienne-Parent - 3515 rue Clémenceau - Ouverture en 1995.
- Bibliothèque Fernand-Dumont - 2 rue Monseigneur Marc-Leclerc - Ouverture en 2015

### Arrondissement de Charlesbourg

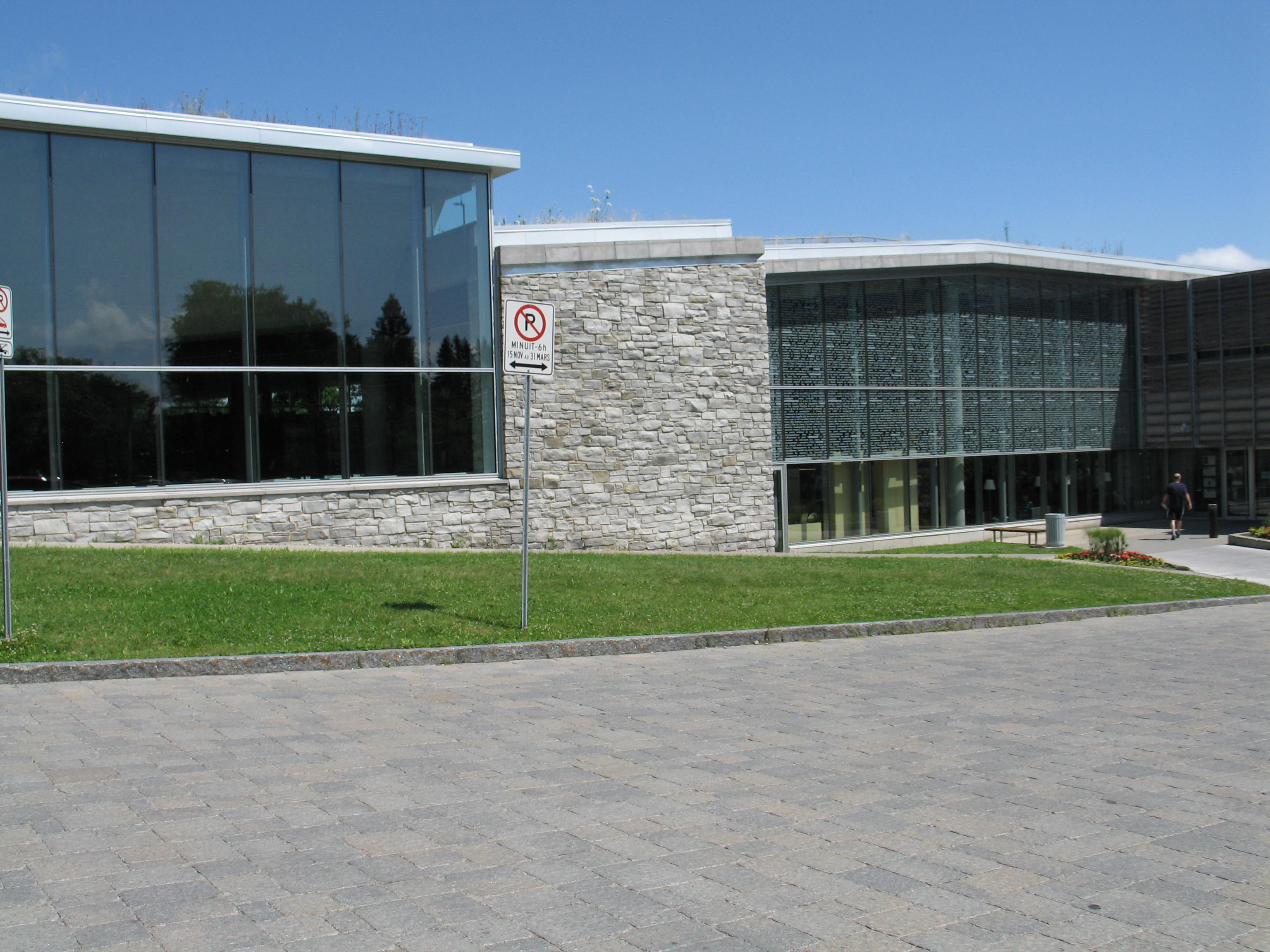
Bibliothèque Paul-Aimé Paiement

- Bibliothèque Bon-Pasteur -  - 425 rue du Bienheureux-Jean XXIII - (Quartier Notre-Dame-des-Laurentides)
- Bibliothèque Paul-Aimé-Paiement - 7950 1re Avenue - Ouverture en 1986

### Arrondissement de La Cité–Limoilou

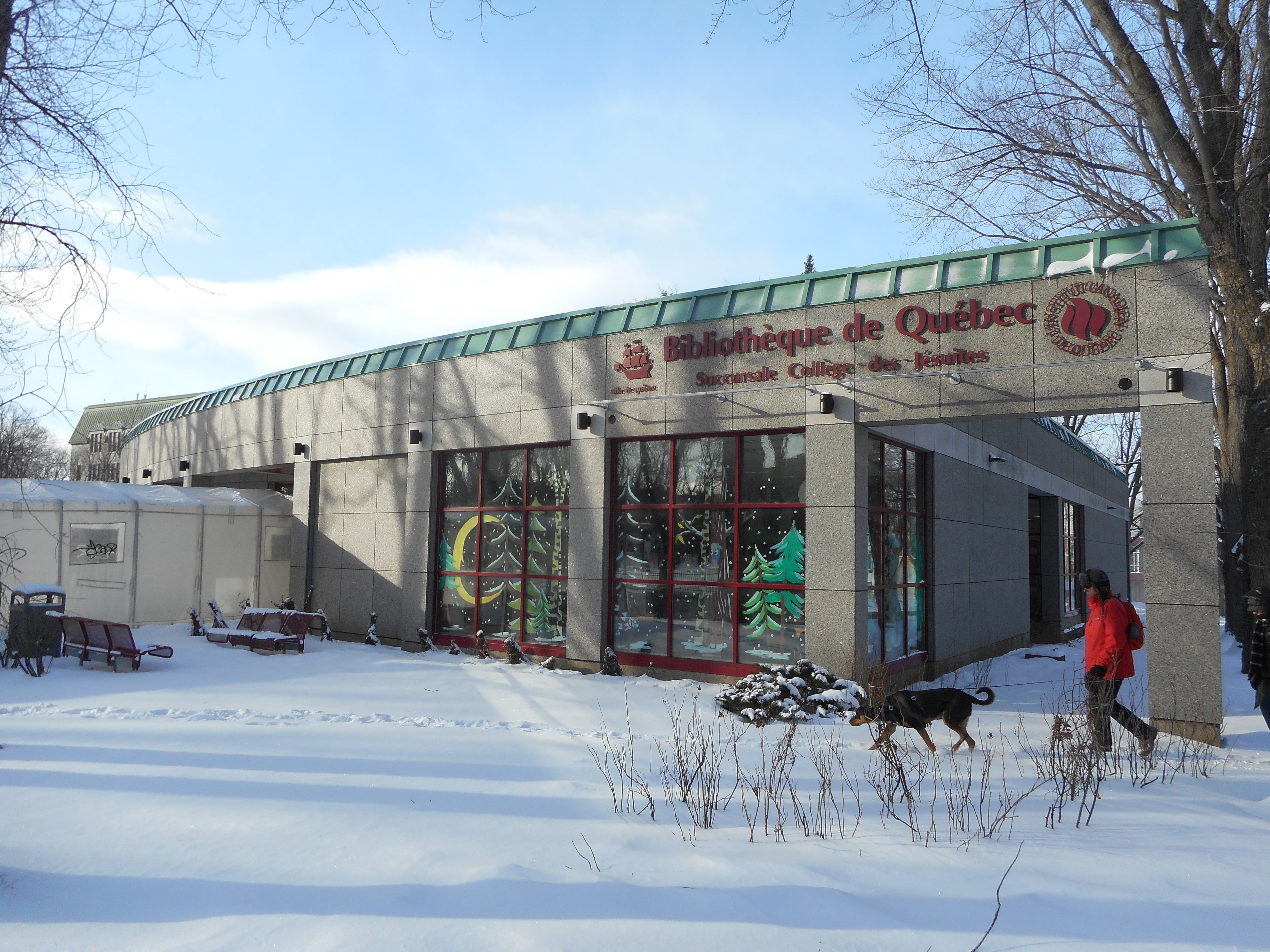
Bibliothèque College-des-Jésuites

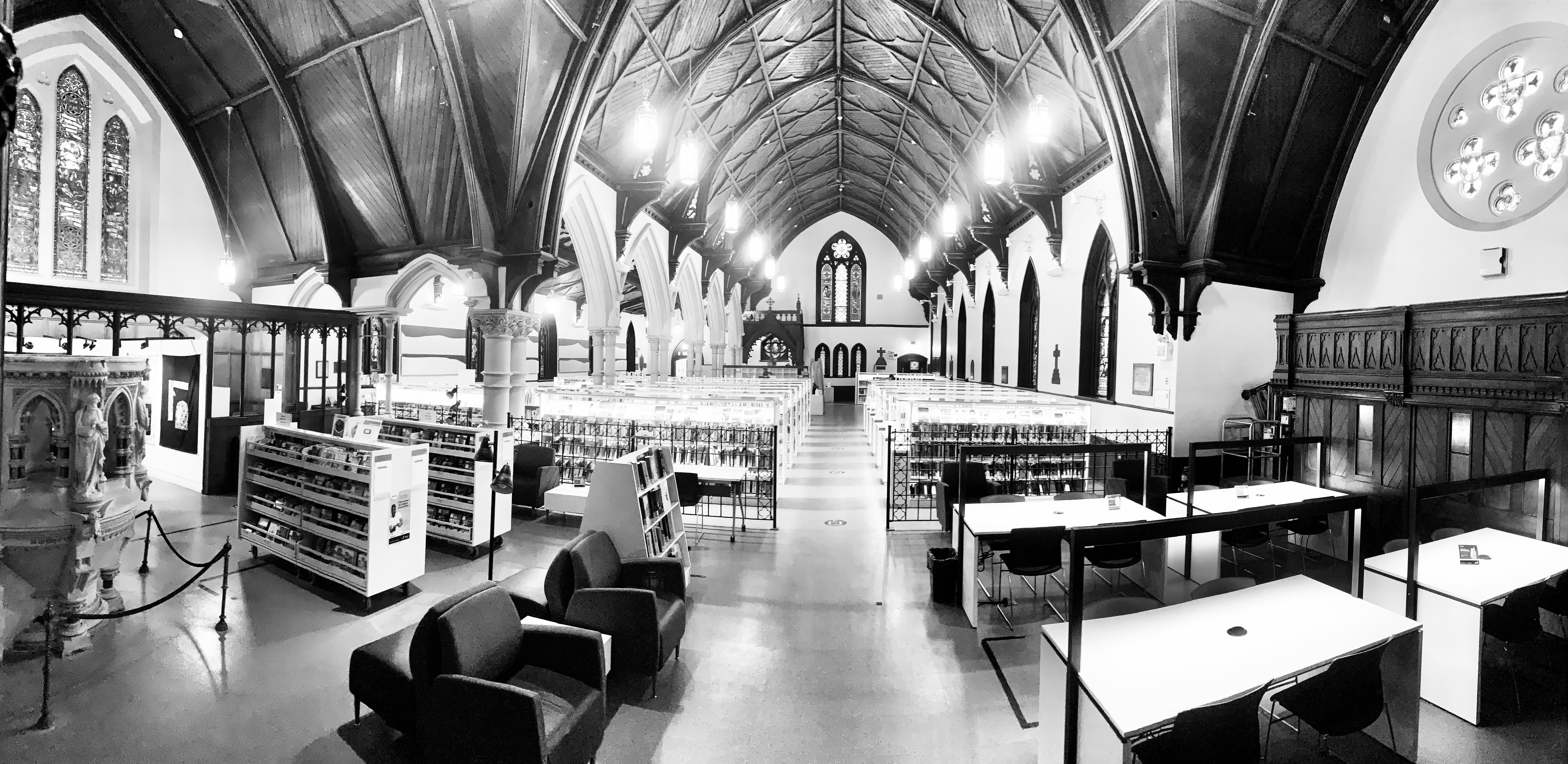
Bibliothèque Claire-Martin

- Bibliothèque Claire-Martin - 755 rue Saint-Jean - Ouverture en 1980 - (Quartier Saint-Jean-Baptiste)
- Bibliothèque Collège-des-Jésuites - 1120 boulevard René-Lévesque Ouest - Ouverture en 1989 - (Quartier Saint-Sacrement)
- Bibliothèque de Saint-Sauveur - 270 rue de Carillon - Ouverture en 2018 - (Quartier Saint-Sauveur)
- Bibliothèque Marie-Claire Blais (Bibliothèque Canardière de 1981 à 2023) -  1601 chemin de la Canardière - Ouverture en 1981 - (Quartier Maizerets)
- Bibliothèque Saint-Albert - 5 rue des Ormes - Ouverture en 1985 - (Quartier Lairet)
- Bibliothèque Saint-Charles - 400 4e avenue - Ouverture en 1985 - (Quartier Vieux-Limoilou)
- Maison de la littérature -  40 rue Saint-Stanislas  - Ouverture en 1944 comme Bibliothèque et comme Maison de la littérature en 2015 - (Quartier Vieux-Québec—Cap-Blanc—colline Parlementaire)

### Arrondissement de La Haute-Saint-Charles
- Bibliothèque Chrystine-Brouillet - Centre Saint-Louis 264 rue Racine - Ouverture en 2002 - (Quartier Loretteville)
- Bibliothèque Félix-Leclerc - 1465 rue de l'Innovation - Ouverture en 1986 - (Quartier Val-Bélair)
- Bibliothèque le Tournesol - Centre communautaire Paul-Émile Beaulieu 530 rue Delage, Suite 2 - Ouverture en 1981 - (Quartier Lac-Saint-Charles)
- Bibliothèque Neufchâtel - 4060 rue Blain - Ouverture en 1982 - (Quartier Des Châtels)

### Arrondissement des Rivières

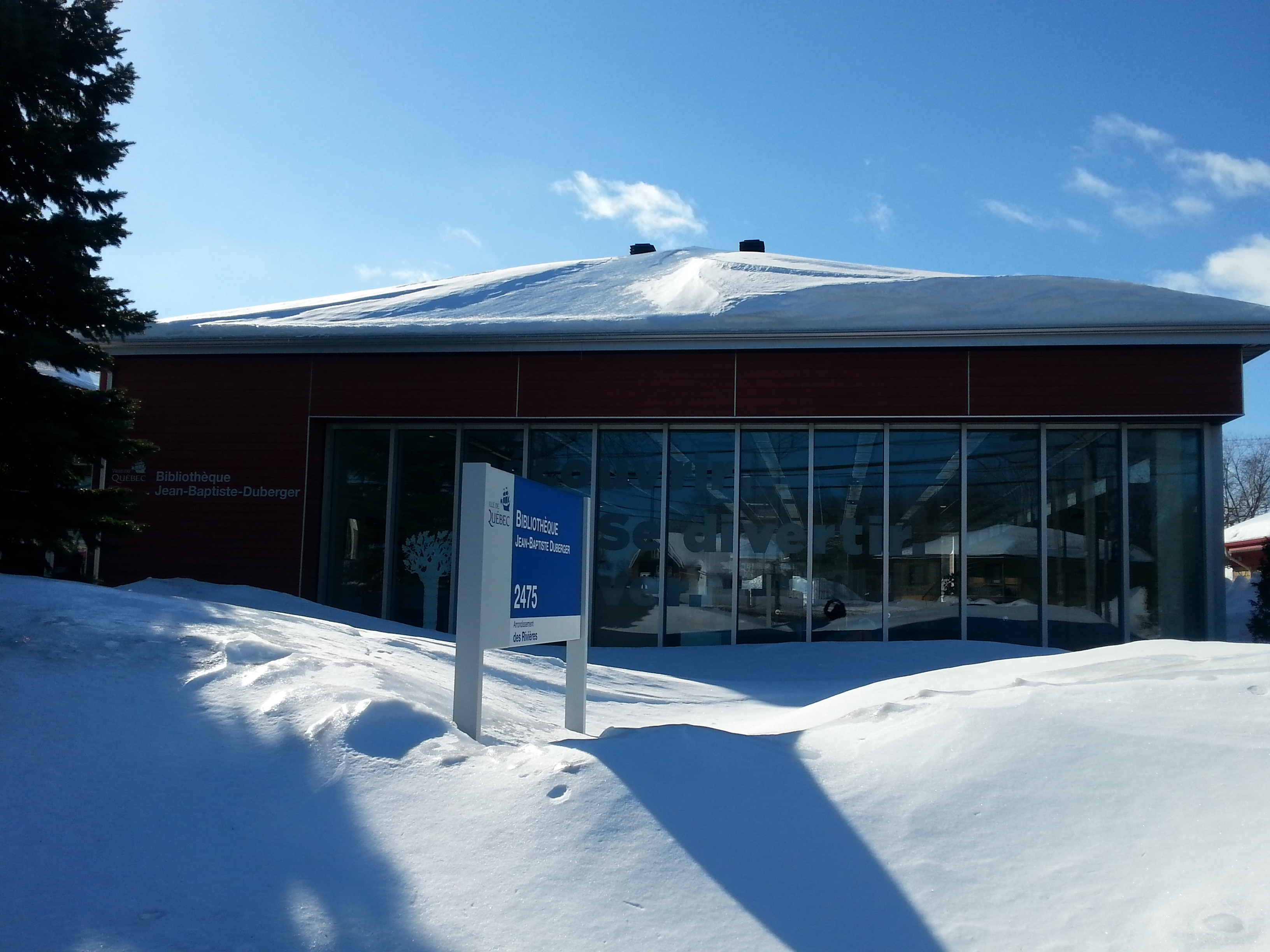
Bibliothèque Jean-Baptiste-Duberger

- Bibliothèque Aliette-Marchand[9] - Complexe Jean-Paul Nolin 243 boulevard Pierre-Bertrand Ouverture en 2003 - (Quartier Vanier)
- Bibliothèque Jean-Baptiste-Duberger[10] - 2470 boulevard Central - Ouverture en 1997 - (Quartier Duberger–Les Saules) - Secteur Duberger
- Bibliothèque Lebourgneuf - Centre communautaire Lebourgneuf - 1650 boulevard de la Morille. bureau 230 - Ouverture en 1995 - (Quartier Neufchâtel-Est–Lebourgneuf)
- Bibliothèque Romain-Langlois - 2035 boulevard Masson - Ouverture en 1977 - (Quartier Duberger–Les Saules) - Secteur Les Saules
- Bibliothèque Saint-André - Centre communautaire Charles-Auguste Savard - 2155 boulevard Bastien - Ouverture en 1985 - (Quartier Neufchâtel-Est–Lebourgneuf)

### Arrondissement de Sainte-Foy–Sillery–Cap-Rouge

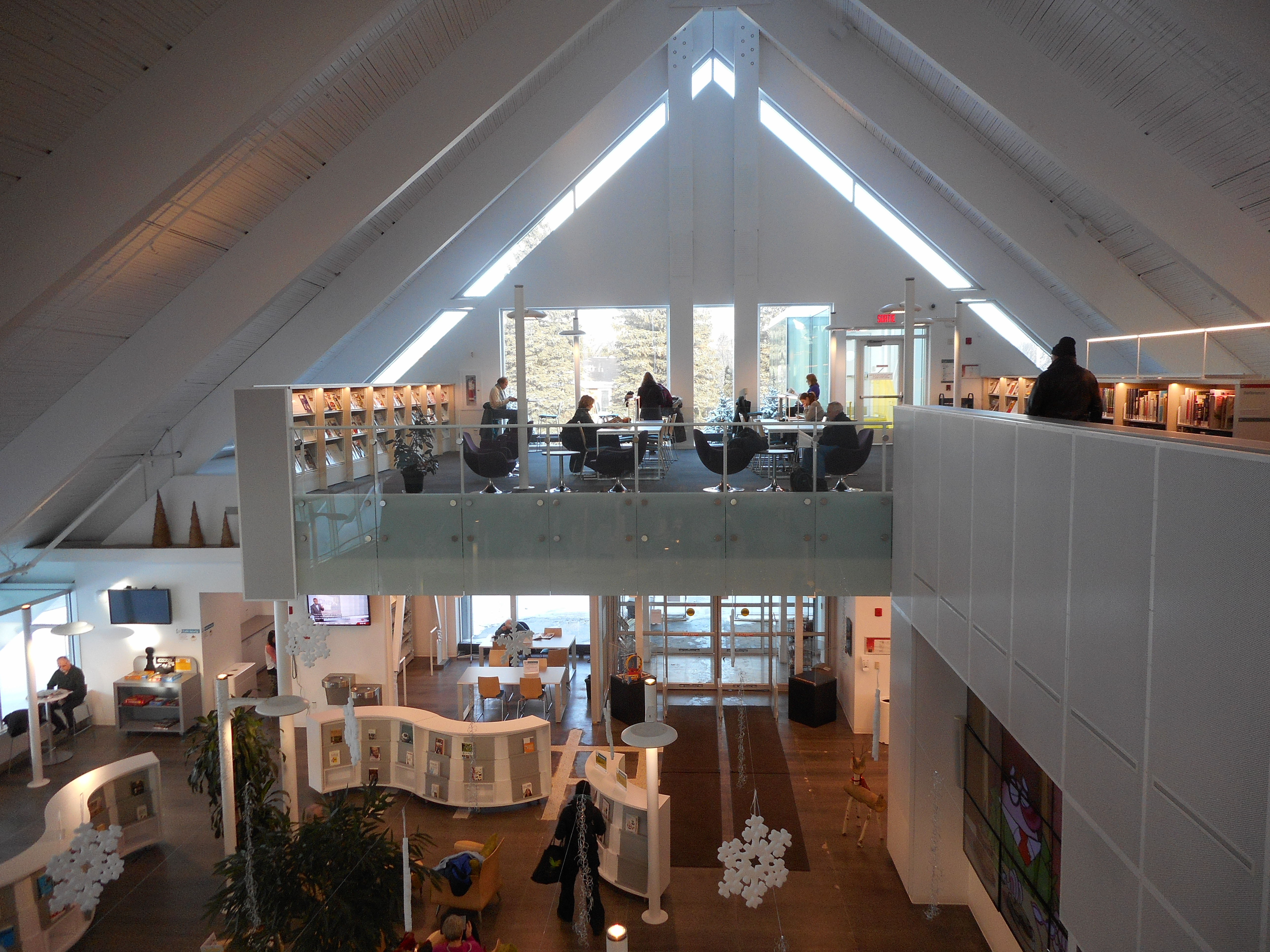
Bibliothèque Monique-Corriveau

- Bibliothèque Champigny - 1465 rue Félix-Antoine-Savard - (Quartier Aéroport)
- Bibliothèque Charles-H.-Blais[11] - 1445 avenue Maguire - Ouverture en 1986 et déménagée en 2004 - (Quartier Sillery)
- Bibliothèque Monique-Corriveau - 1100 route de L'Église - Ouverture en 1968 au 999 rue Roland-Beaudin, depuis 2013 à l'adresse actuelle - Quartier Saint-Louis)
- Bibliothèque Roger-Lemelin - 4705 rue de la Promenade des Sœurs - Ouverture en 1996 - (Quartier Cap-Rouge)

## Annexe